# Aorounga
Aorounga è un cratere nel centro nord del Ciad nel deserto del Sahara. La struttura, molto erosa, sembra essere un cratere meteoritico formatosi tra la fine del devoniano e l'inizio del carbonifero tra 370 e 345 milioni di anni fa.
Recenti studi, con immagini dal satellite ottenute con la tecnologia del Radar ad apertura sintetica, hanno individuato altre due formazioni geologiche poste in sequenza, che fanno pensare ad un impatto multiplo. Queste immagini fanno supporre che la cometa o l'asteroide, che colpì la regione, nella sua fase terminale si divise in tre pezzi, provocando questa sequenza.

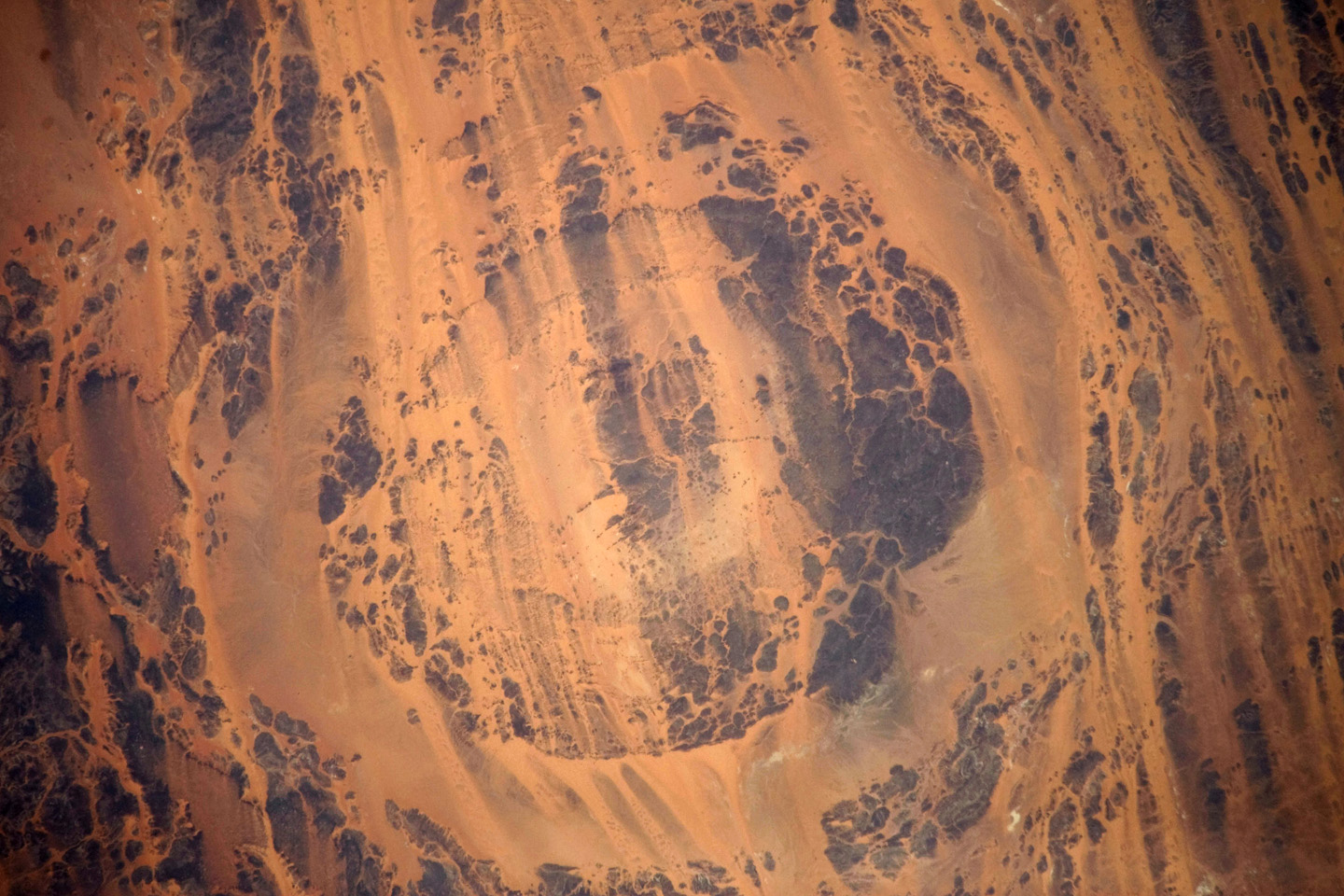
Foto satellitare del cratere Aorounga.